# Бијела Горица
Бијела Горица (хрв. Bijela Gorica) је насељено место у општини Марија Горица, Загребачка жупанија, Хрватска.

## Историја
До територијалне реорганизације у Хрватској била је у саставу старе загребачке приградске општине Запрешић.

## Становништво
У попису становништва из 2011. године, Бијела Горица је имала 157 становника.
| Број становника према пописима | Број становника према пописима | Број становника према пописима | Број становника према пописима | Број становника према пописима | Број становника према пописима | Број становника према пописима | Број становника према пописима | Број становника према пописима | Број становника према пописима | Број становника према пописима | Број становника према пописима | Број становника према пописима | Број становника према пописима | Број становника према пописима | Број становника према пописима |
| ------------------------------ | ------------------------------ | ------------------------------ | ------------------------------ | ------------------------------ | ------------------------------ | ------------------------------ | ------------------------------ | ------------------------------ | ------------------------------ | ------------------------------ | ------------------------------ | ------------------------------ | ------------------------------ | ------------------------------ | ------------------------------ |
| 1857                           | 1869                           | 1880                           | 1890                           | 1900                           | 1910                           | 1921                           | 1931                           | 1948                           | 1953                           | 1961                           | 1971                           | 1981                           | 1991                           | 2001                           | 2011                           |
| 152                            | 165                            | 183                            | 203                            | 201                            | 222                            | 217                            | 241                            | 231                            | 206                            | 193                            | 201                            | 159                            | 162                            | 161                            | 157                            |

Напомена: До 1991. изсказивано под именом Бела Горица. Године 1991. смањен издвајањем дела простора који је припојен насељу Крај Горњи Дубравички (Дубравица), за који садржи део података из 1857. до 1971, а увећан припајањем ненасељеног дела атара насеља Марија Горица (викендице).